# Maurilia busirensis
Maurilia busirensis är en fjärilsart som beskrevs av Embrik Strand. Maurilia busirensis ingår i släktet Maurilia och familjen trågspinnare. Inga underarter finns listade i Catalogue of Life.